# マイスナー小体

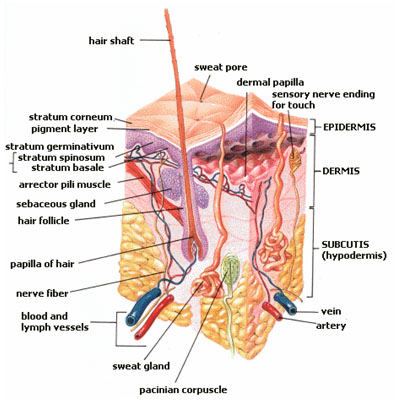
接触に対する感覚神経終末。右上の"Sensory nerve endings for touch"である。

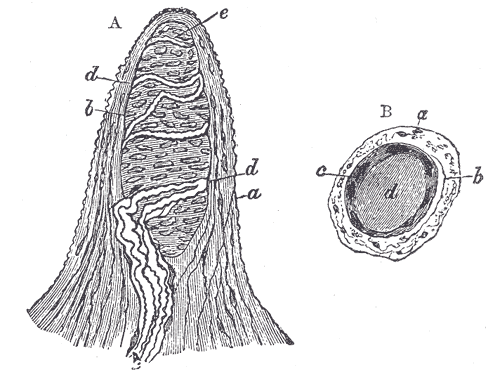
350倍に拡大した酢酸処理の手の乳頭
A. 手の乳頭の側面図
a. 皮層
b. 触覚小体
c. 神経線維鞘を持つ乳頭小神経
d. 触覚小体の周りを螺旋状に走るその2本の神経線維
e. はっきり見えるこれら繊維の1つの終末
B. 横断面を示すため上方から見た感覚乳頭
a. 皮層
b. 神経線維
c. 核を含む触覚本体の外層
d. 透明な内部物質

マイスナー小体（マイスナーしょうたい）は、主に皮膚に見られる機械受容器の一種である。解剖学者ゲオルク・マイスナー (1829-1903) が発見した。マイスネル小体とも。

## 位置
皮膚上に満遍なく分布する。取り分け集中した部分になると、軽いタッチにも敏感であり、指先、掌、足の裏、唇、舌、顔や生殖器の表面が例である。
真皮乳頭の表皮直下に多い。

## 構造
マイスナー小体は被包性の無髄神経終末で、結合組織皮膜に囲まれた水平薄層 (horizontal lamellae) のように並ぶ扁平の支持細胞から成る。一本の線維は薄層の間で小体の至る所を曲りくねって進む。

## 機能
小体に於ける幾分の形態的変形によって神経の活動電位がもたらされる。直ぐに順応（変化に対応する）し位相性を持つため、活動電位は速やかに減少し最終的に消失する。刺激が無くなれば小体は元の形態に回復し、その間（形態再形成）また一斉の活動電位を生み出すのである。（これが自分の着衣を感じない理由である）
真皮に於いては表側に位置するため、部分的に接触や振動を感じ取れる。しかし、上記の理由で皮膚に何かが触れているという情報しか信号を送れないのである。

## 他受容体との比較
"突き"などの強い圧力感覚はパチニ小体から生み出される。パチニ小体は、真皮の更に深部或は幾つかの自由神経終末に位置し唯一の他の相性触覚機械受容器である。
他にも、マイスナー小体は痛覚を感知しない。これは痛覚は自由神経終末にのみ信号を送られるからである。

## 外部リンク

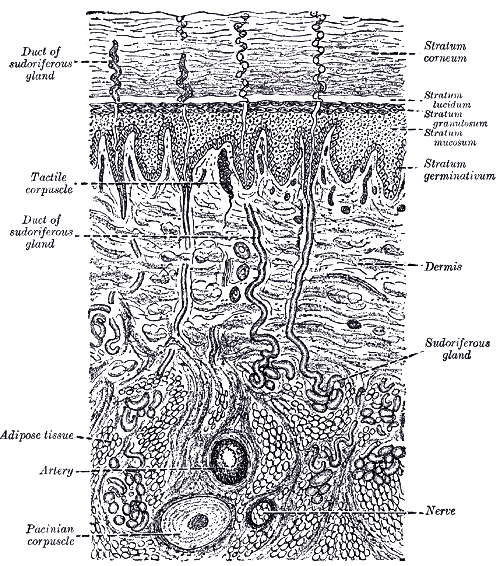
皮膚の断面模式図